# Sint-Gerardus Majellakerk (Terhole)

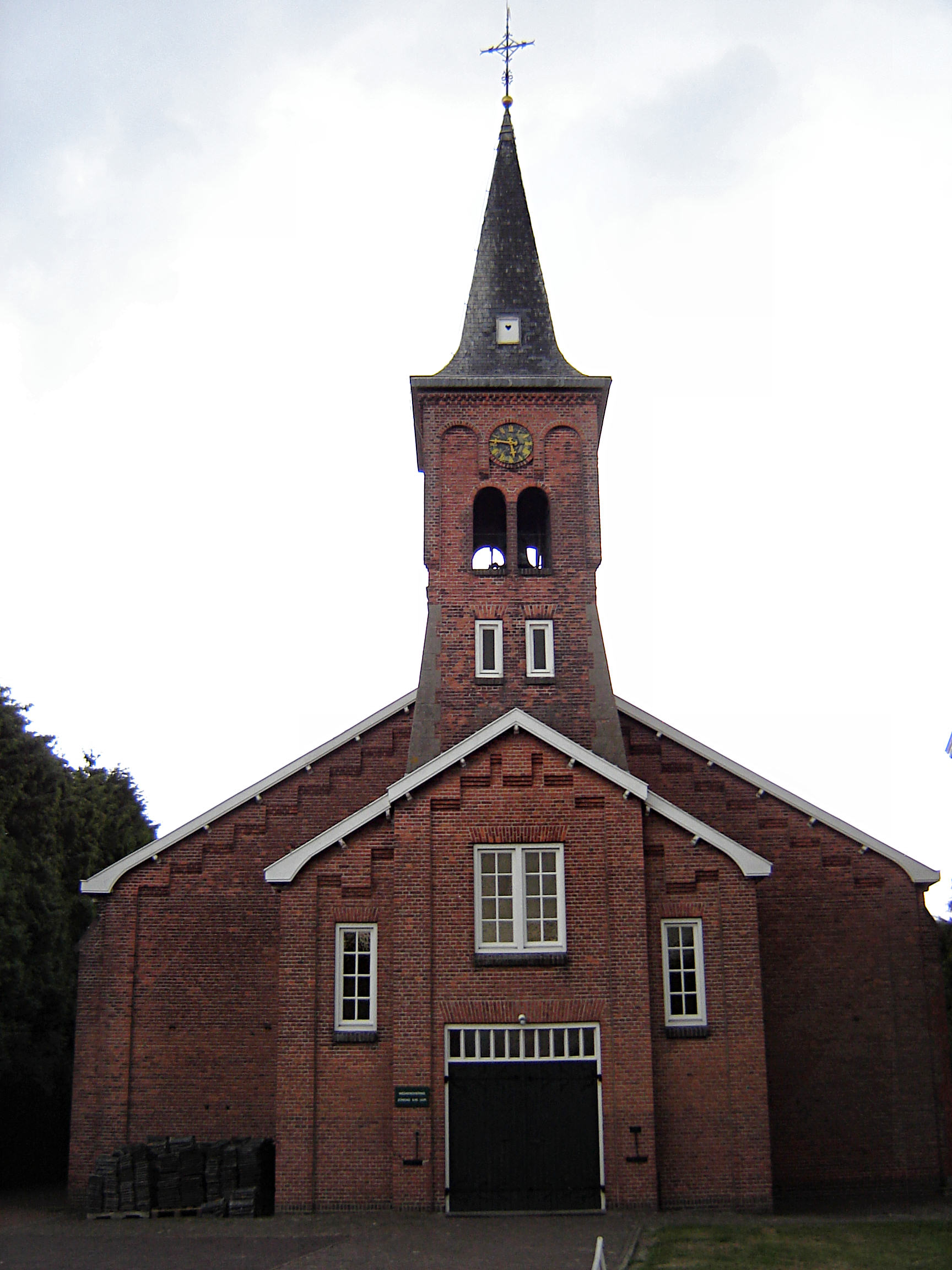
Sint-Gerardus Majellakerk

De Sint-Gerardus Majellakerk is de voormalige parochiekerk van het tot de Zeeuwse gemeente Hulst behorende plaats Terhole, gelegen aan Notendijk 5.

## Geschiedenis
Het betreft een eenvoudige noodkerk, ontworpen door Jacques van Groenendael en in 1921 voltooid. Het is een bakstenen gebouw onder zadeldak met een lager ingangsgedeelte waarboven een sierlijk torentje is gemetseld.
Het kerkje is nooit vervangen door een definitief kerkgebouw. In 2016 werd het onttrokken aan de eredienst.